# Esteban Grimalt
Esteban Grimalt (* 9. Januar 1991 in Santiago de Chile) ist ein chilenischer Beachvolleyballspieler.

## Karriere
Esteban Grimalt spielt seit 2011 mit seinem Cousin Marco Grimalt. Trainer ist ihr Onkel Rodrigo Grimalt, WM-Teilnehmer von 1997. Die Grimalt-Cousins nahmen bei den Brasília Open 2011 erstmals an einem Turnier der FIVB World Tour teil. Im gleichen Jahr spielten sie noch in Åland und Den Haag. 2012 waren sie erneut in Brasília vertreten. 2013 erreichten sie einige Erfolge bei der kontinentalen Tour. Nach den Fuzhou Open absolvierten sie in Shanghai und Corrientes ihre ersten Grand Slams. Bei der Weltmeisterschaft 2013 in Stare Jabłonki schieden sie als schlechterer Gruppendritter nach der Vorrunde aus. Bei den folgenden Grand Slams in Gstaad und São Paulo steigerten sie sich mit dem siebzehnten und neunten Platz. 2014 gelangen ihnen weitere Siege bei der kontinentalen Tour. Bei den Puerto Vallarta Open wurden sie Fünfte und bei den Grand Slams in Den Haag und Klagenfurt kamen zwei neunte Plätze hinzu. Am Jahresende erreichten die Grimalt-Cousins bei den Open-Turnieren in Paraná und Mangaung jeweils das Endspiel.
2015 schafften sie bei Fuzhou Open und dem Grand Slam in Sankt Petersburg als Neunte weitere Top-Ten-Ergebnisse. Bei der WM 2015 in den Niederlanden kamen sie als Gruppendritte in die erste KO-Runde und mussten sich dort dem deutschen Duo Erdmann/Matysik geschlagen geben. Kurz darauf wurden sie Vierte bei den Panamerikanischen Spielen. Auf der World Tour wurden sie Neunte beim Grand Slam in Olsztyn und belegten beim Grand Slam in Long Beach sowie drei Open-Turnieren jeweils den 17. Rang. 2016 kamen sie beim Grand Slam in Rio de Janeiro und vier Open-Turnieren jeweils auf den neunten Platz, bevor sie in Fortaleza Vierte wurden. Beim Continental Cup der CSV setzten sich die Chilenen gegen die Konkurrenten aus Südamerika durch und qualifizierten sich für die Olympischen Spiele 2016. Hier schieden sie sieglos nach der Vorrunde aus. Bei der WM 2017 in Wien belegten sie Platz 17. Im Juli 2018 gewannen sie das 3-Sterne Turnier in Tokio
Im März 2019 gewannen Grimalt/Grimalt die FIVB-Turniere in Sydney und in Doha. Bei der WM 2019 im Juni in Hamburg schieden sie bereits nach der Vorrunde aus. Bei den Panamerikanischen Spielen 2019 im Juli in Lima gewannen die beiden Chilenen die Goldmedaille. Im Jahr 2021 nahmen Grimalt/Grimalt an den Olympischen Spielen in Tokio teil. Sie erreichten als Dritte ihrer Vorrundengruppe und „Lucky Loser“ das Achtelfinale, in dem sie gegen die Russen Semjonow/Leschukow ausschieden. Bei der Weltmeisterschaft 2022 in Rom erreichten sie Platz neun. Anschließend wurden sie Erste beim Elite16-Event in Gstaad in der Schweiz. Im Oktober gewannen sie die Südamerikaspiele. In der folgenden Saison erreichten sie wiederum in der Schweiz als bestes Resultat auf der World Pro Tour das Viertelfinale, wurden Siebzehnte bei der WM und erkämpften Bronze bei den Panamerikanischen Spielen.
Im April 2024 gelang ihnen der zweite Sieg auf der World Pro Tour, als sie beim Challenge im chinesischen Xiamen die Franzosen Youssef Krou und Arnaud Gauthier-Rat im Endspiel in drei Sätzen bezwangen. Noch wertvoller war jedoch ihr Turniergewinn im Juni des Jahres, als sie gemeinsam mit Noé Aravena und Vicente Droguett ihre argentinischen Widersacher im Finale des CSV Continental Cups bezwingen konnten und so sich und ihrem Heimatland einen Startplatz bei den Olympischen Spielen sicherten. In Wien gelang ihnen anschließend die bis dahin zweitbeste Platzierung bei einem Elite16, als sie sich im Spiel um die Bronzemedaille gegen Ehlers / Wickler in zwei Sätzen durchsetzten. In Paris  wurden sie Gruppendritte, überstanden die Lucky Loser Runde durch einen Sieg gegen Schachter / Dearing, verloren jedoch in der ersten Hauptrunde gegen Cherif / Ahmed und belegten so den geteilten neunten Rang.